# Алжирцы
Алжи́рцы (араб. جزائريون‎, фр. les algerienes) — арабский народ, основное население Алжира. Численность — более 32 млн человек.

## Место проживания
Около трёх четвертей населения сосредоточено в предгорьях Телль-Атласа, приблизительно 1,5 млн человек проживает в районе высокогорья и около 1 млн — в пустыне Сахара. Наибольшая плотность населения отмечается вблизи столицы и в регионе Кабилия. Последователи секты ибадитов живут в долине Мзаб, в Уаргле и Алжире.

## Религия
Большая часть алжирцев — мусульмане-сунниты (маликиты и ханафиты). Государственной религией является ислам. В стране проживает около 150 тысяч христиан, преимущественно католиков, и около 1 тысячи приверженцев иудаизма.

## Язык
Государственным языком является арабский, но также распространён французский язык. Свою письменность приобрели некоторые берберские племена, говорящие на тамахак и тамазигхт.

## Этногенез
Первоначально Алжир был заселён народами, говорящими на берберских языках. Эти народы ещё в 2000 до н. э. переселились сюда с Ближнего Востока. Арабы расселились на территории Алжира в период исламских завоеваний VII—VIII вв. и кочевых миграций XI—XII вв. Смешение двух волн переселенцев с автохтонным населением привело к появлению так называемого арабо-берберского этноса, в культурном развитии которого арабскому элементу принадлежит доминирующая роль. Являясь основной этнической подгруппой алжирского общества, берберы играют важную роль в жизни страны. В период римского и арабского завоеваний Северной Африки многие берберы переселились с побережья в высокогорные районы. Берберы составляют приблизительно 1/5 часть населения страны. Наибольшее сосредоточение берберского населения наблюдается в горной местности Джурджура к востоку от столицы, известной как Кабилия. Местные жители, кабилы, расселились по многим городам страны, но сохраняют древние традиции. Другие значительные группы берберского населения представлены племенными союзами шауйя, происходящими из горного района вокруг Батны, мзабита, расселившимися на территории оазисов Северной Сахары, и кочевниками-туарегами, проживающими на крайнем юге в районе Ахаггара.

## Традиции

### Хозяйственные занятия
Основное традиционное занятие — пашенное земледелие (пшеница, ячмень, цитрусовые, виноград, оливки, финиковая пальма, огородные культуры и др.). Распространены также скотоводство, сбор травы альфы, коры пробкового дуба. У кочевников — верблюдоводство и овцеводство. В XIX веке появилась горнодобывающая промышленность, к середине XX века — добыча нефти и газа. На средиземноморском побережье распространены морские промыслы.

### Жилище
Большинство алжирцев проживает в городах. Типы традиционных жилищ алжирцев многообразны. В зависимости от района проживания, это каменные, глинобитные или деревянные постройки. У кочевников — палатки.

### Одежда
В начале XXI столетия алжирцы носят современную одежду, но по-прежнему широко распространён традиционный костюм, который является вполне типичным для стран Магриба. У мужчин — это просторная хлопчатобумажная или шерстяная рубаха с длинными рукавами — джеллаба, широкие шаровары, вышитые безрукавки и кафтаны. Наиболее популярный головной убор — красная фетровая феска, тарбуш или шешия, и тюрбан. Верхняя зимняя одежда — шерстяной бурнус. У женщин — просторное вышитое платье (гандура), кафтаны из хлопчатобумажных тканей, шёлка или бархата и белые платы. Широко распространены вышитые пояса, белая накидка — хаик (фр. haïk), носимая представителями обоего пола. Хаик изготовляется из козьей шерсти и помимо эстетической функции, носит и практическую, защищая от ветра и холода. Женский хаик представляет собой нечто вроде чадры. В старину женщины носили хаик с белым покрывалом аджар (фр. a'jar), закрывавшим нижнюю часть лица (в Тунисе точно также носили сэфсэри — покрывало схожего покроя). Обувь — сандалии (наиль), кожаные или матерчатые остроносые бабуши без задника или более тяжёлые соббаты.
Женский костюм имеет незначительные региональные различия. Самым известным региональным вариантом является «караку» (фр. karakou) из столицы и её окрестностей, состоящий из бордовой куртки, длинной шёлковой юбки и белого плата метровой длины, ниспадающего с одной стороны. Куртка украшена золотым орнаментом. Караку до сих пор в ходу у жительниц Касбы. В отдалённых от побережья и крупных городов районах основу женского костюма составляет мелия — кусок ткани, обвёртывающийся вокруг тела, опоясывающийся и застёгивающийся на плечах с помощью двух фибул. Внешний вид и размер фибул различается. Особой красочностью отличается одежда представительниц арабского племени уле́д-на́иль, проживающего в одноимённом нагорье в Атласе. Женщины из этого племени носят тюрбаны со свисающими золотыми цепочками и монетами. Мелия носится поверх контрастного платья в тонкую полоску. Арабки из улед-наиль, наряду с берберками, запечатлевались на полотнах художников-ориенталистов и на открытках XIX-начала XX вв.

### Пища
Традиционная пища включает общеарабские (лепёшки, жаркое-мешви, разнообразные соусы), а также блюда берберского и африканского происхождения, например кускус, тажин и т. д.

### Музыка
Фольклор алжирцев испытал на себе значительное влияние как со стороны местного берберского, так и от проживающих во многих городах Алжира потомков выходцев из мусульманской Андалусии. В традиционном музыкальном искусстве используются известные и в других арабских странах инструменты — уд, ребаб, канун, ударные (бендира и др.).

## Государственный строй
После обретения независимости в 1962 году в Алжире было создано сильное централизованное государство. По конституции 1963 года Фронт национального освобождения (ФНО) стал единственной политической партией в стране. Алжир был объявлен президентской республикой, а законодательным органом стала Национальная ассамблея. В 1963 году первым президентом страны стал Ахмед Бен Белла, на следующий год избранный Генеральным секретарем ФНО. В 1965 году в результате военного переворота во главе с Хуари Бумедьеном Бен Белла был смещён со своего поста, действие конституции было приостановлено. Хотя Национальное собрание и не было распущено, его деятельность была фактически приостановлена. Реальное управление страной осуществлял Революционный совет, который в 1966—1967 годах был преобразован в совещательный орган, а административная власть перешла к Совету министров, в состав которого вошли несколько офицеров — приближённых Бумедьена, и 12 гражданских лиц. В 1976 году после всенародного обсуждения состоялся референдум, на котором были приняты Национальная хартия АНДР и новая конституция.
Формирование политической системы. В Хартии 1976 года провозглашалась приверженность Алжира идеям социализма и подчёркивалась руководящая роль ФНО в процессе строительства социалистического общества. По конституции всенародно избираемый президент воплощал единство политического руководства партии и государства и возглавлял Совет министров и Высший совет безопасности. Законодательная власть возлагалась на всенародно избираемое Национальное народное собрание. После смерти президента Бумедьена в 1978 году его пост занял Шадли Бенджедид, впоследствии переизбранный на этот пост в 1984 и 1988 годах.
.
Принятые в 1979 году поправки к конституции предусматривали некоторое ограничение власти президента. Так, срок пребывания президента у власти был сокращён с шести до пяти лет. Разрешалась деятельность политических партий, предусматривалась подотчётность премьер-министра Национальному народному собранию.
В декабре 1991 года выборы в законодательный орган власти состоялись в условиях многопартийности. 188 из 430 мест в Национальном народном собрании завоевал Исламский фронт спасения — группировка фундаменталистов, ставшая главной оппозиционной партией. Стремясь предотвратить захват власти фундаменталистами, военные круги вынудили президента Бенджедида уйти в отставку. Для руководства страной был создан Высший государственный комитет во главе с Мухаммедом Будиафом, считавшимся демократическим оппонентом ФНО. После убийства Будиафа в июне 1992 года во главе государства встал Али Кафи, ветеран войны за независимость Алжира.(Мохов 2006: 435)
В начале 1990-х годов Алжир вступил в период вооружённого противоборства между правительством и группами исламистов, который продолжается и по сей день. Несмотря на возобновление 9 февраля 1993 года чрезвычайного положения, продолжались нападения на известных государственных и общественных деятелей. К октябрю 1993 года около тысячи исламистов погибли, 3800 предстали перед специальными судами, 240 из них были вынесены смертные приговоры.
В 1994 году радикальная оппозиция раскололась на две группировки: Вооружённую исламскую группу, действующую в самой столице и её окрестностях, и Вооружённое исламское движение, базирующееся в восточных и западных частях страны. В январе того же года президент Ламин Зеруаль, избранный на выборах 16 ноября 1995 года, обещал начать диалог с Исламским фронтом спасения. В апреле 1996 президент объявил о программе умиротворения, которая включала три этапа — проведение в середине года общенациональной конференции, проведение общенародного референдума по предложенной реформе конституции и проведение к середине 1997 года выборов в законодательный орган страны. Текст новой конституции получил массовую поддержку на референдуме 1997 года, однако оппозиция заявила, что его результаты были фальсифицированы.

## Политические партии
До 1989 года единственной легальной политической партией был Фронт национального освобождения, с первых же дней независимости установивший монополию на власть. Первый съезд партии в условиях независимости Алжира избрал генеральным секретарем ФНО Ахмеда Бен Беллу.
Вслед за легализацией в 1989 году политических партий многие видные члены ФНО вышли из его рядов с целью создать собственные политические организации. Раскол в рядах ФНО между консерваторами и реформаторами привел к его сокрушительному поражению на выборах 1990 и 1991 годов. Ко времени государственного переворота в январе 1992 года некоторые политические группировки, вышедшие из ФНО, примкнули к исламистским партиям. (Мохов 2006: 426)